# Körsbär i november
Körsbär i november är en kriminalroman av Maria Lang (pseudonym för Dagmar Lange), utgiven första gången 1976 på bokförlaget Norstedts. Romanen har översatts till danska, norska och finska.

## Handling
När Christer Wijk lockas att försöka lösa mordgåtan med de förgiftade körsbären har det sånär som på några dagar gått tjugofem år sedan brottet begicks. Ett problem med detta är att Skoga har förändrats så mycket, ett annat att när tjugofem år väl har gått, kan mördaren inte längre ställas till svars. Det blir en kamp mot klockan...

## Karaktärer
fem yngre personer av vilka en begår ett mord och en annan blir mordoffret
- Judith Jernfelt
- Matti Sandor
- Klemens Klemensson
- Bo Roland Norell
- Nanna-Kajsa Ivarsen

två äldre damer som är viktiga vittnen
- Helena Wijk
- Lisa Billkvist

en läkare och en överkonstapel som har olika åsikter om mordgåtan
- Daniel Severin
- Leo Berggren

en kriminalkommissarie som lockas in i handlingen några dygn innan brottet skall preskriberas
- Christer Wijk